# 伊西多羅雷斯金將軍鎮

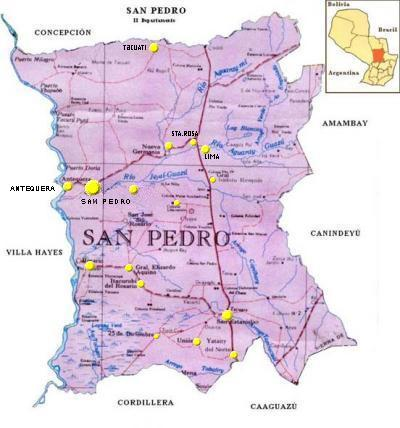

伊西多羅雷斯金將軍鎮（西班牙語：General Isidoro Resquín），是巴拉圭的城鎮，位於該國中部，由聖佩德羅省負責管轄，始建於1981年，面積1,044平方公里，海拔高度227米，2008年人口24,543，人口密度每平方公里57.48人。